# هارمونی گولد
هارمونی گولد (انگلیسی: Harmony Gold) شرکت معدن در آفریقای جنوبی است.